# TUBE DAY
「TUBE DAY」（チューブ・デイ）は、2000年6月1日からアメリカ・ハワイ州で行われる音楽バンドTUBEのイベントの名称。名称にDayと着くが、州の公式記念日などではない。

## 概要
日本の音楽バンドであるTUBEが、2000年6月1日にデビュー15周年を迎えた際、彼らにとってハワイは第2の故郷でもあり、多くのCDジャケット等の撮影でもロケ地として使用しているため、ハワイ州は6月1日をTUBE DAYと定めた。ボーカルの前田亘輝は、毎年1月にハワイのソニーオープンに参加している。なお、毎年イースター・シールズ・ハワイに寄付金を収めている。

## ハワイをテーマにしたTUBEの楽曲

### 楽曲
- SUMMER DREAM/1987年
- 憧れのハワイ航路1987年
- いいじゃんハワイアン/1993年
- シャララ/1995年
- 海よりも深く　空よりも大きく/1995年
- Kona Windに吹かれて/1995年(ハウステンボスCMソング)
- Purity 〜ピュアティ〜/1997年(明治生命CMソング)
- MENTHOL HEAVEN/1998年
- この夏一番熱いLove Song/1998年(明治生命CMソング)
- MAHALO A ALOHA/1998年
- 楽園/1999年(JALハワイキャンペーンCMソング)
- Truth of Time/2000年(JALハワイキャンペーンCMソング)
- LANI KAI~天国の海~/2000年(トヨタ自動車「ハイラックスサーフ」CMソング)
- Soul Surfin' Crew/2001年
- Long Vacation/2001年
- 恋のMagma/2003年
- Canal Ways/2005年
- Blue Splash/2009年
- おかげサマー/2015年

### アルバム
- SUMMER DREAM/1987年
- 浪漫の夏/1993年6月19日
- Say Hello/1993年4月23日
- HEAT WAVER/1998年7月1日
- Blue Reef/1999年6月3日
- LANI KAI/2000年7月20日
- Soul Surfin' Crew/2001年7月18日
- OASIS/2003年7月16日
- Blue Splash/2009年7月8日

## ハワイ限定発売のCD
- SHA LA LA / REMEMBER ME(2000年Ver)

## ライブ
- 2000年6月1日 - アジア人初のアロハスタジアムでのライブを行った。
- 2001年6月1日 - TUBE DAY1周年として、ワイキキビーチにて6000人を動員するライブ開催。
- 2005年6月3日 - ワイキキのアメリカ陸軍保養地で、野外ライブを行った。
- 2008年5月31日 - ホノルル市主催のビッグイベントであるWaikiki by Moonlightにて、20分にわたるライブを行った。ライブが終わった直後に「また来年もお会いしましょう！マハロ！」とメンバーが手を振った。